# Adonisea digitalis
Adonisea digitalis là một loài bướm đêm trong họ Noctuidae.